# جزر و مد (فیلم ۲۰۲۴)
جزر و مد (به انگلیسی: High Tide) فیلمی محصول سال ۲۰۲۴ و به کارگردانی مارکو کالوانی است. در این فیلم بازیگرانی همچون مارکو پیگوسی، مریسا تومی، بیل اروین، شان ماهان و برایان بت ایفای نقش کرده‌اند.